# Österbotten (regio)
Österbotten (Fins: Pohjanmaa, ook wel Vaasan Rannikkoseutu; Zweeds: Österbotten) is een Finse regio met 176.041 inwoners op een gebied van 4.701,41km² (2021). Een meerderheid van de bevolking (52%) bestaat uit Zweedstalige Finnen, die het Zweeds als moedertaal hebben.

## Gemeenten
In 2022 telt Österbotten de volgende gemeenten:
| - Isokyrö - Jakobstad - Kaskinen - Korsholm - Korsnäs - Kristinestad - Kronoby - Laihia | - Larsmo - Malax - Närpes - Nykarleby - Pedersöre - Vaasa - Vörå |

Åland · Etelä-Pohjanmaa · Etelä-Savo · Kainuu · Kanta-Häme · Keski-Pohjanmaa  · Kymenlaakso · Lapin maakunta · Midden-Finland · Noord-Karelië · Österbotten · Päijät-Häme · Pirkanmaa · Pohjois-Pohjanmaa · Pohjois-Savo · Satakunta · Uusimaa · Zuid-Karelië · Zuidwest-Finland